# Chorab (Purgałki)
Chorab (Chorap, niem. Chorapp) – przysiółek wsi Purgałki w Polsce położona w województwie warmińsko-mazurskim, w powiecie działdowskim, w gminie Iłowo-Osada.
W latach 1975–1998 miejscowość należała administracyjnie do województwa ciechanowskiego.
Wieś Chorab została założona w XIX w. Nazwa wywodzona jest od biblijnego Korabia, jak nazywano pierwszą na wzgórzu wzniesioną chatę nad basenem dawnego jeziora, które stworzyli w 1480 Krzyżacy wykorzystując mokradła i obfitość wód Nidy. Budując tamę Kisińską, przyczynili się do powstania sztucznego jeziora, zwanego Miejskim bądź Młyńskim Stawem. Powierzchnia wynosiła 21 włók.
Powstanie wsi nie jest udokumentowane w źródłach. W przeszłości w tym miejscu istniała już od r. 1777 leśniczówka zamieszkana przez leśniczego nadzorującego „Las Brodowski” Rewiru Narzym podlegającego Królewskim Lasom w Napiwodzie. Pierwszym leśniczym był mieszkaniec Brodowa. W 1820 roku znajdowało się tu jedno gospodarstwo należące do leśnictwa (zapewne więc wspomniana leśniczówka) zamieszkana przez 7 osób. Około 1840 na prawo od drogi prowadzącej do Prusek stała otoczona lasem stara leśniczówka. Po wykarczowaniu okolicznego lasu, sprzedaży pozyskanego drewna, uzyskaną ziemię rząd pruski rozparcelował z nadzieją pozyskania osadników. W związku, z tym że na tę ziemię nie było chętnych, rząd aby zachęcić nabywców zrezygnował z jej opodatkowania.
W okresie międzywojennym w miejscowości stacjonowała placówka Straży Granicznej I linii „Chorap”.